# Heilig Hartbeeld (Wijchen)
Het Heilig Hartbeeld is een standbeeld in de Nederlandse plaats Wijchen, in de provincie Gelderland.

## Achtergrond
Het Heilig Hartbeeld werd in 1921 door de parochianen aangeboden aan pastoor Alexander Guillaume "Adrianus" Lambert  O.F.M. (1855-1931), ter gelegenheid van diens 40-jarig priesterjubileum. Het beeld is geplaatst tussen de Antonius Abtkerk en de pastorie.

## Beschrijving
Het beeld is een Christusfiguur ten voeten uit, gekleed in een gedrapeerd gewaad. Hij houdt zijn rechterhand zegenend geheven en wijst met zijn linkerhand naar het vlammende Heilig Hart op zijn borst. In zijn handen zijn de stigmata zichtbaar. Het voetstuk vermeldt de tekst "Komt allen tot mij".
Het beeld staat op een sokkel met dekplaat, waar op de hoeken zuilen zijn geplaatst. Aan de voorzijde is een inscriptie aangebracht met de tekst 

HULDE
VAN
WIJCHEN'S KATHOLIEKEN
AAN HET
H. HART
OP HET 40 JARIG
PRIESTERFEEST
VAN HUN PASTOOR
A.G. LAMBERT
1921

Het geheel staat op een getrapte bakstenen voet.